# Sender Sonnwendstein

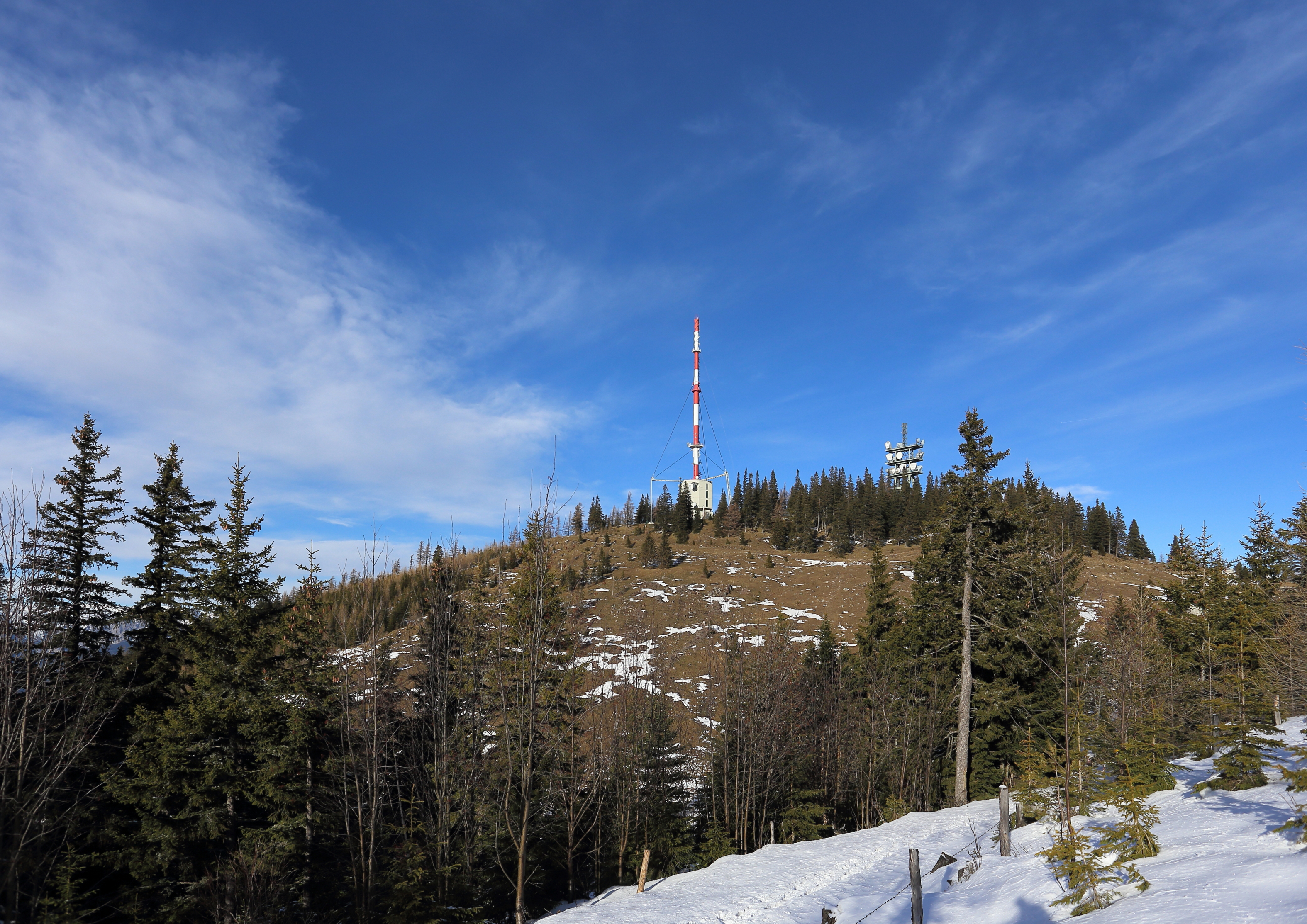
Südansicht des Senders; rechts davon die Richtfunkanlage

Der Sender Sonnwendstein ist eine vom Österreichischen Rundfunk im Jahr 1957 errichtete und von der Österreichische Rundfunksender (ORS) betriebene Sendeanlage. Von diesem Senderstandort wird das südliche Niederösterreich (hauptsächlich das Steinfeld – Raum Wiener Neustadt und Neunkirchen – und die Bucklige Welt) sowie das obere Mürztal in der Steiermark versorgt. Aufgrund seiner exponierten Lage ist der Sender Sonnwendstein aber auch bis in den Raum Wien, im Weinviertel, im Burgenland, in Tschechien, der Slowakei und in Ungarn zu empfangen. Neben dem 100 m hohen Sendemast der ORS befindet sich auch noch eine Richtfunkstation der Telekom Austria.

## Frequenzen und Programme

### Analoger Hörfunk (UKW)
In UKW werden folgende Programme ausgestrahlt:
| Frequenz (in MHz) | Programm               | RDS PS   | Senderlogo | RDS PI                | Regionalisierung | ERP (in kW) | Antennendiagramm rund (ND)/gerichtet (D) | Polarisation horizontal (H)/vertikal (V) | Sendeanlage     |
| ----------------- | ---------------------- | -------- | ---------- | --------------------- | ---------------- | ----------- | ---------------------------------------- | ---------------------------------------- | --------------- |
| 88,2              | Hitradio Ö3            | __OE_3__ |            | A203                  | –                | 9           | D (30°-80°)                              | Zirkular                                 | ORS-Sendeanlage |
| 90,3              | Ö1                     | __OE_1__ |            | A201                  | –                | 9           | D (30°-80°)                              | Zirkular                                 | ORS-Sendeanlage |
| 92,4              | FM4                    | __FM4___ |            | A213                  | –                | 9           | D (30°-80°)                              | Zirkular                                 | ORS-Sendeanlage |
| 95,8              | Radio Niederösterreich | RADIO-N_ |            | A602                  | Niederösterreich | 9           | D (30°-80°)                              | Zirkular                                 | ORS-Sendeanlage |
| 102,9             | kronehit               | kronehit |            | A3FF/ A6FF (regional) | Niederösterreich | 8           | D (20°-90°)                              | Zirkular                                 | TA-Sendeanlage  |

### Digitalradio (DAB+)
Mit offiziellem Startdatum 28. Mai 2019 wird auf Kanal 5D der erste österreichweite MUX im Standard DAB+ mit 5,5 kW in vertikaler Polarisation gesendet. Die Antennen wurden anstelle der bereits eine Zeit zuvor abgebauten VHF-Antennen von ORF1 montiert.
DAB wird in vertikaler Polarisation und im Gleichwellenbetrieb mit anderen Sendern ausgestrahlt.
| Block                | Programme | ERP (in kW) | Antennen- diagramm rund (ND), gerichtet (D) | Gleichwellennetz (SFN) |
| -------------------- | --- | ----------- | ------------------------------------------- | --- |
| 5C MUX III           | - #Radio Rot Weiss Rot (112 kbp/s) - #Super 80s (112 kbp/s) - *SOL* (56 kbp/s) - ARABELLA (72 kbp/s) - Antenne Hit (72 kbp/s) - Flash 90s (72 kbp/s) - Beats Radio (72 kbp/s) - LoungeFM (40 kbp/s) - Inforadio (40 kbp/s) - Musiksender GÖD (72 kbp/s) - Nostalgie (96 kbp/s) - Superfly (72 kbp/s) - Radio VM1 (72 kbp/s) - Radio Bollerwagen (72 kbp/s) - XXXL RADIO (72 kbp/s) - SPI (16 kbp/s Daten) | 5,6         | N                                           | - Niederösterreich: Semmering (Sonnwendstein), St. Pölten (Jauerling) - Wien: Wien (Kahlenberg), Wien (DC Tower 1), Wien (Liesing)                                                                      |
| 5D DAB+ Austria      | DAB-Block des österreichischen Bundesmux: - #Radio ONE (80 kbit/s) - * 88,6 * (72 kbit/s) - Antenne Österreich (72 kbit/s) - arabella HOT (72 kbit/s) - arabella MAGIC (72 kbit/s) - Energy (96 kbit/s) - ERF Süd (40 kbit/s) - jö.live (72 kbit/s) - KLASSIK RADIO (72 kbit/s) - Mein Kinderradio (40 kbit/s) - oe24 Radio (72 kbit/s) - Radio Maria Österreich (72 kbit/s) - Radio Stephansdom Klassik (72 kbit/s) - Rock Antenne (72 kbit/s) - Schlagerradio Flamingo (72 kbit/s) - WELLE 1 (72 kbit/s) - ORS EPG (16 kbit/s Daten) - ORS TPEG (8 kbit/s Daten, geplant) | 5,6         |                                             | - Niederösterreich: Semmering (Sonnwendstein), St. Pölten (Jauerling) - Steiermark: Bruck an der Mur (Mugel), Schladming (Hauser Kaibling) - Wien: Wien (Kahlenberg), Wien (DC Tower 1), Wien (Liesing) |
| 10B MUX II NÖ/Bgld-N | - EuroDance X-Press (112 kbp/s) - Pirate Radio (112 kbp/s) - OÖNow (72 kbp/s) - Radio MediaMarkt (72 kbp/s) - SPI NOE (16 kbp/s Daten) | 5,6         | N                                           | - Niederösterreich: Semmering (Sonnwendstein), St. Pölten (Jauerling) - Wien: Wien (Kahlenberg), Wien (DC Tower 1), Wien (Liesing)                                                                      |

### Digitales Fernsehen (DVB-T2)
In DVB-T2 werden folgende Programme ausgestrahlt:
| Kanal | Frequenz (in MHz) | Multiplex                             | Programme im Multiplex | ERP (in kW) | Polarisation horizontal (H) / vertikal (V) | Modulations- verfahren | FEC | Guard- intervall | Bitrate (in MBit/s) | Gleichwellennetz (SFN)                             |
| ----- | ----------------- | ------------------------------------- | --- | ----------- | ------------------------------------------ | ---------------------- | --- | ---------------- | ------------------- | -------------------------------------------------- |
| 34    | 578               | ORS-MUX B (irdeto-verschlüsselt)      | - ATV HD - ServusTV HD - Puls 4 - RTL HD - HGTV - 3sat HD - ATV2 - ZDFinfo HbbTV: - Flimmit                                                              | 14          | H+V                                        | 16-QAM                 | 5/6 | 1/4              | 16,59               | Eisenstadt (Umspannwerk), St. Pölten 1 (Jauerling) |
| 36    | 610               | ORS-MUX D (irdeto-verschl.)           | - Arte HD - BR HD - Nickelodeon - RTL Nitro - Super RTL - Sat.1 Gold - DMAX - Phoenix HD - n-tv                                                          | 14          | H+V                                        |                        |     |                  |                     |                                                    |
| 41    | 634               | ORS-MUX A Steiermark/Burgenland       | - ORF 1 HD - ORF 2 St HD - ORF 2 B HD - ORF III HD - ORF SPORT + HD - ORF 1 - ORF 2 W - Radio OE 1 - Hitradio OE 3 - Radio FM 4 HbbTV: - Ö3 Visual Radio | 14          | V                                          | 16-QAM                 | 3/4 | 1/4              | 14,93               | Bruck an der Mur 1 (Mugel)                         |
| 52    | 722               | ORS-MUX A Burgenland/Niederösterreich | - ORF 1 HD - ORF 2 St HD - ORF 2 B HD - ORF III HD - ORF SPORT + HD - ORF 1 - ORF 2 W                                                                    | 18          | H+V                                        | 16-QAM                 | 3/4 | 1/4              | 14,93               | Mattersburg (Heuberg), Eisenstadt (Umspannwerk)    |

### Analoges Fernsehen (PAL)
Bis zur Umstellung auf DVB-T wurden folgende Programme in analogem PAL gesendet:
| Kanal | Frequenz (MHz) | Programm                 | ERP (kW) | Polarisation horizontal (H)/ vertikal (V) |
| ----- | -------------- | ------------------------ | -------- | ----------------------------------------- |
| 10    | 210,25         | ORF 1                    | 10       | H / V                                     |
| 21    | 471,25         | ORF 2 (Steiermark)       | 1,5      | H                                         |
| 28    | 527,25         | ORF 1                    | 8        | H / V                                     |
| 36    | 591,25         | ORF 2 (Niederösterreich) | 80       | H / V                                     |